# Хэммонд, Филип
Филип Хэммонд, барон Хэммонд Раннимидский (англ. Philip Hammond, Baron Hammond of Runnymede; род. 4 декабря 1955, Эппинг) — британский политик от Консервативной партии, занимал посты министра иностранных дел (2014—2016), министра обороны (2011—2014) и министра транспорта (2010—2011). Канцлер казначейства в первом и втором кабинетах Терезы Мэй (2016—2019).

## Биография
Филип Хэммонд окончил Университетский колледж Оксфордского университета, где изучал философию, экономику и политику. Поступил в колледж в 1974 году и учился вместе с гребцом Колином Мойнихэном (когда тот в 1980-х стал министром спорта Великобритании, Хэммонд был его неоплачивемым добровольным помощником).
С 1977 по 1981 год работал помощником председателя совета директоров и менеджером по маркетингу Speywood Laboratories Ltd, с 1981 по 1983 состоял в совете директоров Speywood Medical Ltd, с 1983 по 1994 управлял собственным бизнесом в области производства и торговли медицинским оборудованием. В 1995—1997 годах являлся консультантом правительства Малави.

### Политическая карьера
В 1994 году Филип Хэммонд предпринял неудачную попытку избрания в Палату общин на дополнительных выборах в избирательном округе Северо-Восточный Ньюэм (Newham North East). Впервые избран в парламент от округа Раннимид и Вейбридж по итогам всеобщих выборов 1 мая 1997 года. В 1998—2001 годах был официальным пресс-секретарём оппозиции по вопросам социального обеспечения и здравоохранения, а в 2001—2002 годах — по вопросам торговли и промышленности. С 2002 по 2005 год занимал в Палате общин должность теневого младшего министра по делам местного самоуправления, в 2005 году некоторое время являлся теневым главным секретарём казначейства. В 2005 году Хэммонд был назначен в теневой кабинет Дэвида Кэмерона теневым министром по делам труда и пенсий и сохранял эту должность до перестановки 2007 года, когда вновь стал теневым главным секретарём казначейства.
11 мая 2010 года было сформировано коалиционное правительство Дэвида Кэмерона, в котором Хэммонд был назначен министром транспорта и стал членом Тайного совета.
После отставки Лиама Фокса 14 октября 2011 года Хэммонд стал министром обороны, а его прежнее кресло министра транспорта получила Джастин Грининг.
Газета The Daily Mirror писала в апреле 2014 года, что Хэммонд высказывался против военной помощи Украине в случае вторжения России. По данным источников издания, он заявил, что жертва части Украины Москве не будет иметь особого значения для Великобритании.
15 июля 2014 года Дэвид Кэмерон произвёл серию кадровых перестановок в своём кабинете, вследствие которых Хэммонд получил портфель министра иностранных дел.
7 мая 2015 года на очередных парламентских выборах Хэммонд получил в своём прежнем округе 59,7 % голосов, а кандидат лейбористов Арран Нити (Arran Neathey) — только 15,5 %.
11 мая 2015 года Дэвид Кэмерон сформировал по итогам выборов свой второй кабинет, в котором Филип Хэммонд сохранил кресло министра иностранных дел.
13 июля 2016 года был назначен канцлером казначейства в новом кабинете Терезы Мэй.
В 2016 году глава МИД Великобритании Филип Хаммонд назвал концерт оркестра Мариинского театра в Пальмире «безвкусной попыткой отвлечь внимание от продолжающихся страданий миллионов сирийцев», что вызвало негативную реакцию МИД РФ.
24 июля 2019 года исключён из правительства при формировании первого кабинета Бориса Джонсона.
3 сентября 2019 года в числе 21 консерватора проголосовал в Палате общин вопреки позиции премьер-министра Бориса Джонсона за поправку к акту о выходе Великобритании из Евросоюза, разрешающую отложить крайнюю дату выхода с 31 октября 2019 года на три месяца, и вместе с остальными «мятежниками» был исключён из фракции.

## Личная жизнь
Хэммонд женат на Сьюзен Кэролин Уильямс-Уокер с 29 июня 1991 года. У них есть две дочери и сын. Они живут в деревне Сенд в графстве Суррей и владеют домом в Лондоне. Состояние Хэммонда оценивается между 7,5 и 9 миллионами фунтов стерлингов.